# Gare de Nyergesújfalu
La gare de Nyergesújfalu (en hongrois : Nyergesújfalu vasútállomás) est une halte ferroviaire hongroise, située à Nyergesújfalu.